# 영수궁
영수궁(永壽宮)은 자금성 내정 서6궁 중 하나로, 서6궁 구역 남동쪽 모퉁이에 위치하고 있다.

## 역사
영수궁은 자금성 내정 서6궁 중 하나이다. 명나라 영락 18년 (1420년)에 건립되었고, 당시 이름은 장락궁(長樂宮)이었다. 명 가정 14년 (1535년) 육덕궁(毓德宫)으로 개칭하고, 만력 44년 (1616년)에 현재의 이름인 영수궁(永壽宮)으로 개칭하였다. 청 순치 12년 (1655년), 강희 36년 (1697년), 광서 23년 (1897년)에 중수 또는 대수가 있었지만, 명나라 때 처음 세워졌을 때의 구조는 그대로 유지되었다.
영수궁은 명나라·청나라 후궁들의 거처였다. 명 만력 18년 (1590년), 만력제 때 대학사 신시행 등을 영수궁에 초치했고, 숭정 11년 (1638년)에는 국내에서 재해가 잇따르자 영수궁에서 기거했다. 청 순치제의 황귀비 동악씨, 각비, 가경제의 여비는 일찌기 영수궁에 거처했다. 옹정 13년 (1735년), 옹정제가 붕어하자, 효성헌황태후는 영수궁에, 건륭제는 건청궁 남랑에 이엉을 짓고 영수궁을 찾아 문안드렸다.
건륭 37년 (1772년), 화석화각공주가 하가(下嫁)하고, 건륭 54년 (1789년)에는 고륜화효공주가 화신의 아들 풍신은덕에게 하가(下嫁)하게 되어 영수궁에서 연회를 베풀었다. 도광 말기에 내환과 외환이 성행하자, 조정 내부에서는 이를 감추고 여러 강리의 밀주를 영수궁에 숨겼다. 광서 이후에는 영수궁의 전전(前殿), 후전(后殿)을 모두 큰 창고로 만들어 어용품을 저장하였다.
영수궁 정전 앞 처마에는 '영수궁'이라는 가파른 현판이 걸려있다. 건륭 6년 (1741년), 건륭제는 영수궁의 가파른 현팡 양식에 따라 11면 현판을 만들고, 직접 써서 동6궁,서6궁 중 영수궁을 제외한 11궁의 정전에 각각 걸도록 했다. 건륭제는 또 " 자계한 후, 천만년이 되어도 함부로 움직이지 말것, 즉 비빈이 다른 궁으로 옮겨가더라도 바꿀수 없다.(自挂之后，至千万年，不可擅动，即或妃嫔移住别宫，亦不可带往更换)"는 유지를 내렸다.

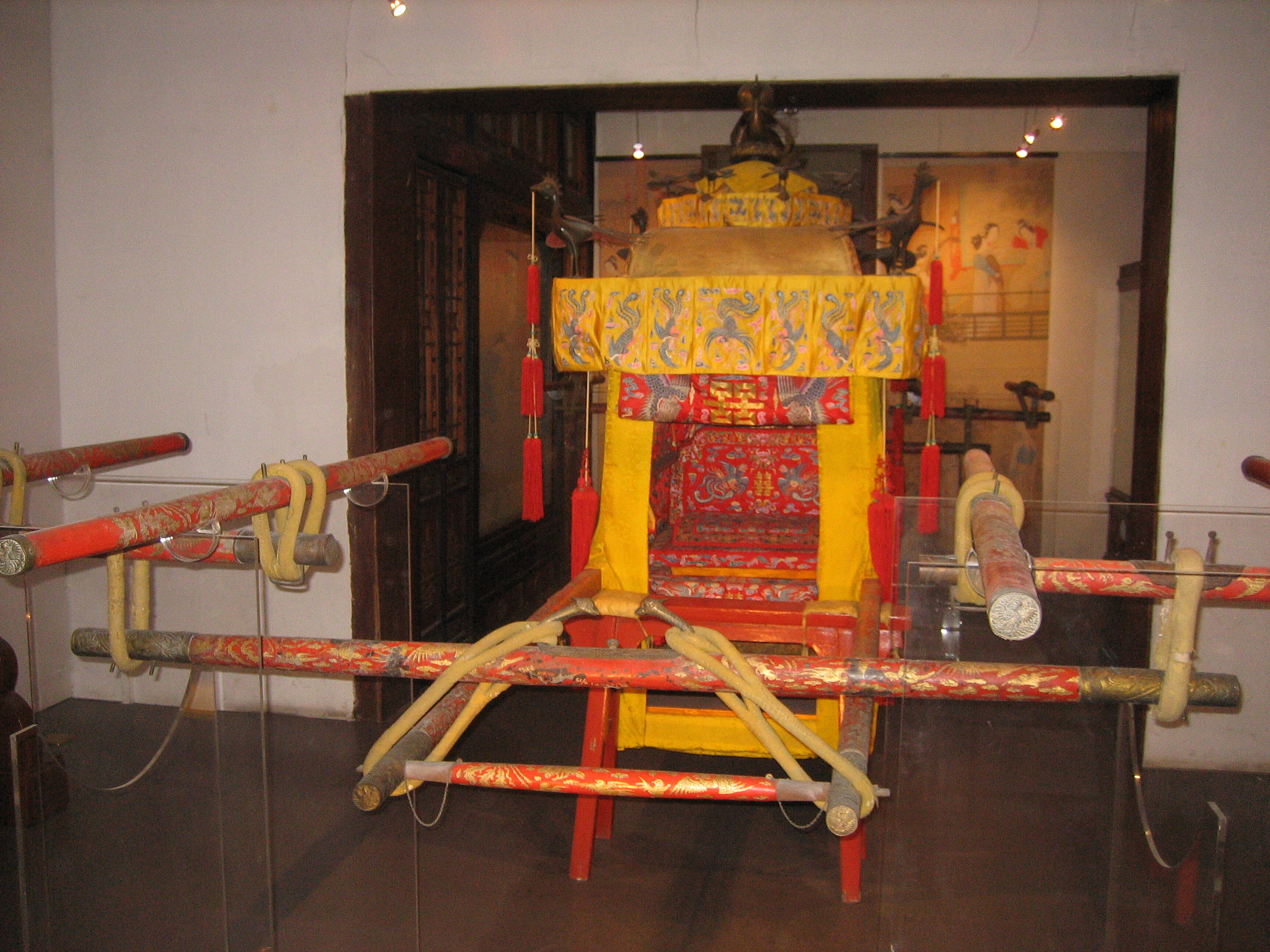
영수궁 청대비빈전에서 전시된 가마

영수궁은 훗날 고궁박물관의 유물 진열실로 사용되었다. 2006년 11월 20일 "코뿔소가 곤륜을 비추다. '장역대 동경전'은 전국시대부터 청나라 말기까지의 동경 102점을 전시하는 전시전이 열렸었다. 이 전시는 2007년까지 열렸었다. 2007년 전시 조정으로 영수궁에 있던 '코뿔소조군륜-고궁장역대동경전'과 영화궁의 '청대비빈 생활전'은 10월 15일부터, 영수궁은 10월 19일부터 열렸었다. 이후, 영수궁은 고궁박물관의 상설 전시 중 하나로 '청나라 비빈 생활전'으로 바뀌었다. '청대비빈 생활전'은 수녀 선발, 책봉 제도, 일상 생활, 보양 보건, 여가생활, 주취화복, 근비 생활 원상전 등으로 나눠 비빈의 생활과 관련된 다양한 유물과 사진자료를 전시한다. 2011년부터 일반인의 출입기 금지되었다. 현재 영수궁은 각종 임시 전시를 비정기적으로 개최하고 있다.

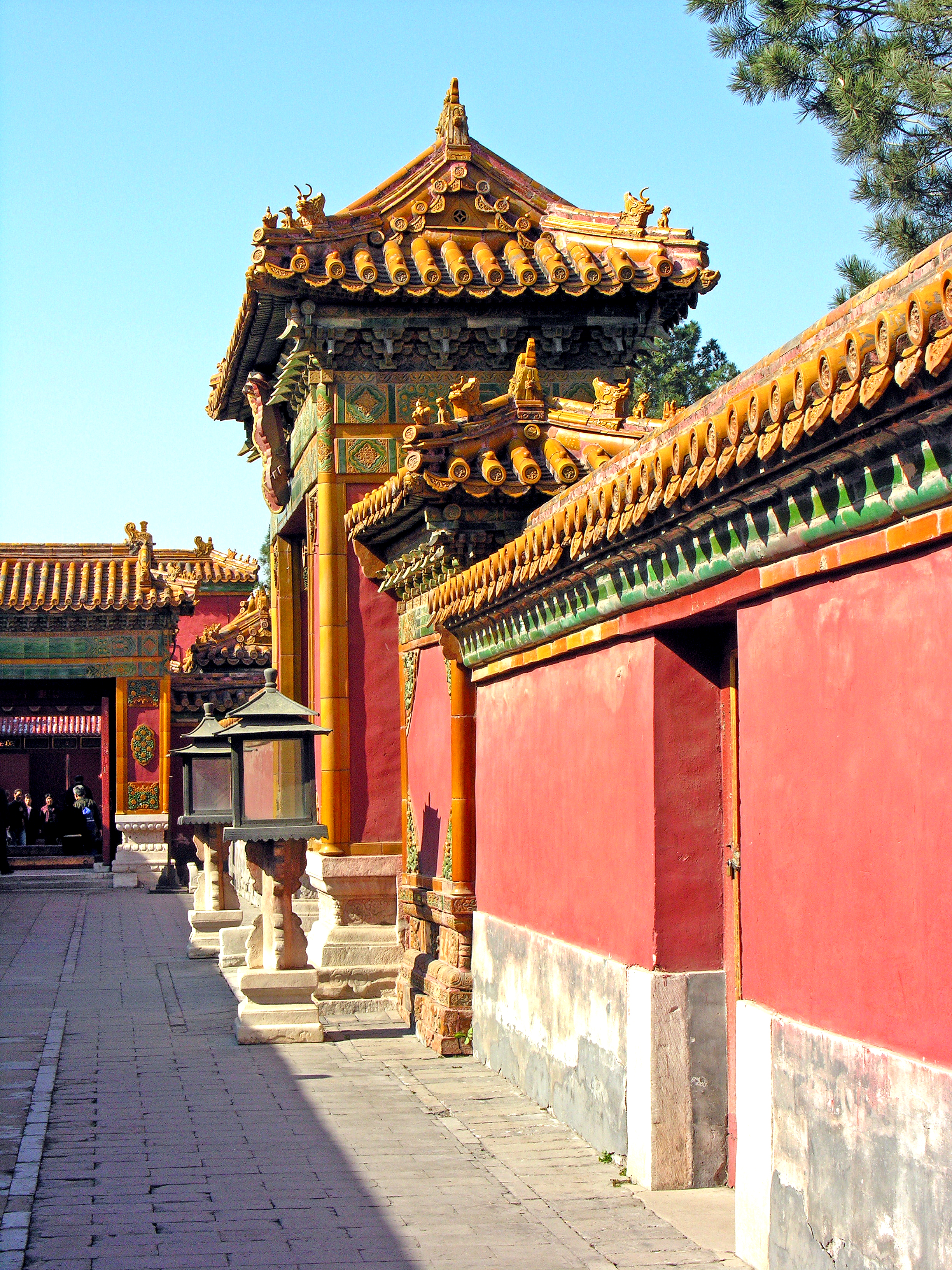
영수문

## 영수궁의 주요 건축물
- 영수문 : 영수궁의 정문. 남향으로 되어있다. 문 앞에 석영벽이 하나 있다
- 영수궁 : 앞뜰의 정전. 면적은 5칸, 황유리와헐의 정상이다. 처마, 명간 앞뒷처마에는 쌍교사 능꽃 장지문이 설치되어있다. 차간, 끝간은 함벽으로 되어있고, 그 위에는 쌍끌이 마름꽃 장지창이 설치되어있다. 내전 안 바로 위에는 건륭제의 어필인 '영덕숙의(令德淑儀)' 현판이 걸려있다. 과거 매년 설날 때마다 동벽에는 건륭제 《성제반희사련찬》이 걸려있었다. 서벽에는 건륭제 연간의 반희사련도가 걸려있었다. 건륭 6년 (1741년), 건륭제가 명령하자 내정은 동서11궁의 현판이 다 영수궁 양식으로 걸은 뒤, 함부로 움직이거나 바꾸지말라고 명하였다.
  - 동배전, 서배전 : 정전 앞에 위치. 면적은 각각 3칸이다.
- 후전 : 정전 뒤에 있다. 면적은 5칸. 동서로 이방이 있다.
  - 동배전, 서배전 : 후전 앞에 위치. 면적은 각각 3칸이다.
  - 정정(井亭) : 후전 앞마당에 동남쪽 모퉁이에 위치.

## 영수궁에 기거했던 후궁

### 명나라

#### 헌종성화제
- 기궁인 : 원래 야만족 토관의 딸로, 성화 연간 명 헌종이 야만족을 토벌하고 기씨가 다른 여자들과 함께 포로로 잡혀 입궁하면서, 기씨는 내장을 관리하는 여사가 되었다. 명 헌종은 우연히 내장(內藏)에 가서 기녀사(紀女史)와 이야기하고 기씨의 재능을 좋아하여 운을 뗐다. 성화 6년 (1470년) 7월, 기씨는 서내안락당에서 황제의 3남, 주우탱, 훗날의 명 효종을 낳았다. 당시 만귀비는 총애와 시기심이 강해 후궁의 임신한 여자들을 모두 박해했다. 기씨는 환관과 함께 비밀리에 주우탱을 키웠고, 명 헌종과 만귀비는 몰랐다. 성화 11년 (1475년)에 명 헌종이 이 사실을 알고 아들을 데려와 기씨를 영수궁으로 이주시켜 여러차례 초치하였다. 그 해 6월, 기비가 훙거하였다.

#### 의종숭정제
- 숭정제 본인 : 숭정 11년 (1638년), 국내에서 자연현상 피해가 속출하자 영수궁에 기거했다.

### 청나라

#### 순치제
- 각비 석씨

#### 건륭제
- 효성헌황후 : 건륭제의 생모. 옹정 13년 (1735년), 옹정제가 승하하자, 효성헌황후는 영수궁, 건륭제는 건청궁 남랑 이엉에 거처하며 영수궁을 찾아 문안하였다.
- 서비 : 건륭 41년 기록에 따르면, 제일의 영수궁인 타탄제 2곳에서 일꾼을 고용하여 요리사를 7명이나 부쳤다고 한다. 즉, 영수궁에는 한명의 비와 한명의 빈이 거처하는데, 그 빈(嬪)자리에는 고용공 요리사 4명, 후궁 자리에는 고용공 요리사가 3명 있었는데, 항상 없었기 때문이다. 일꾼을 고용하여 부엌일을 하게 했다. 《添減底檔》에도 서비가 여러 비의 으뜸이라 서비가 영수궁의 으뜸으로 등장한다.
- 순귀인, 방비 : 건륭 44년 2월 1일, 태감에게 상녕을 내려보내서 "양심전 순비의 처소는 돈빈에게 주고, 돈빈의 처소는 순비에게 주었다" 명상재는 순비의 차간에 기거하게한다. 원명원 용비의 처소는 돈빈에게, 돈빈의 처소는 용비에게 기거하게 한다. 순비가 명상재를 데리고 영수궁에 기거하도록 한다"라고 한다. 건륭 59년 11월 20일에 방빈 진씨는 영화궁으로 이주하였다.

#### 가경제
- 여비 뉴호록씨

## 같이 보기
- 자금성
- 서6궁
- 장춘궁(長春宮)
- 익곤궁(翊坤宮)
- 저수궁 (儲秀宮)
- 태극전(太極殿, 계상궁(啓祥宮))
- 함복궁(咸福宮)